# Ханский сад (Гянджа)
Ханский сад — сад и место отдыха для жителей и туристов города, расположенной в Гяндже, Азербайджан.

## История

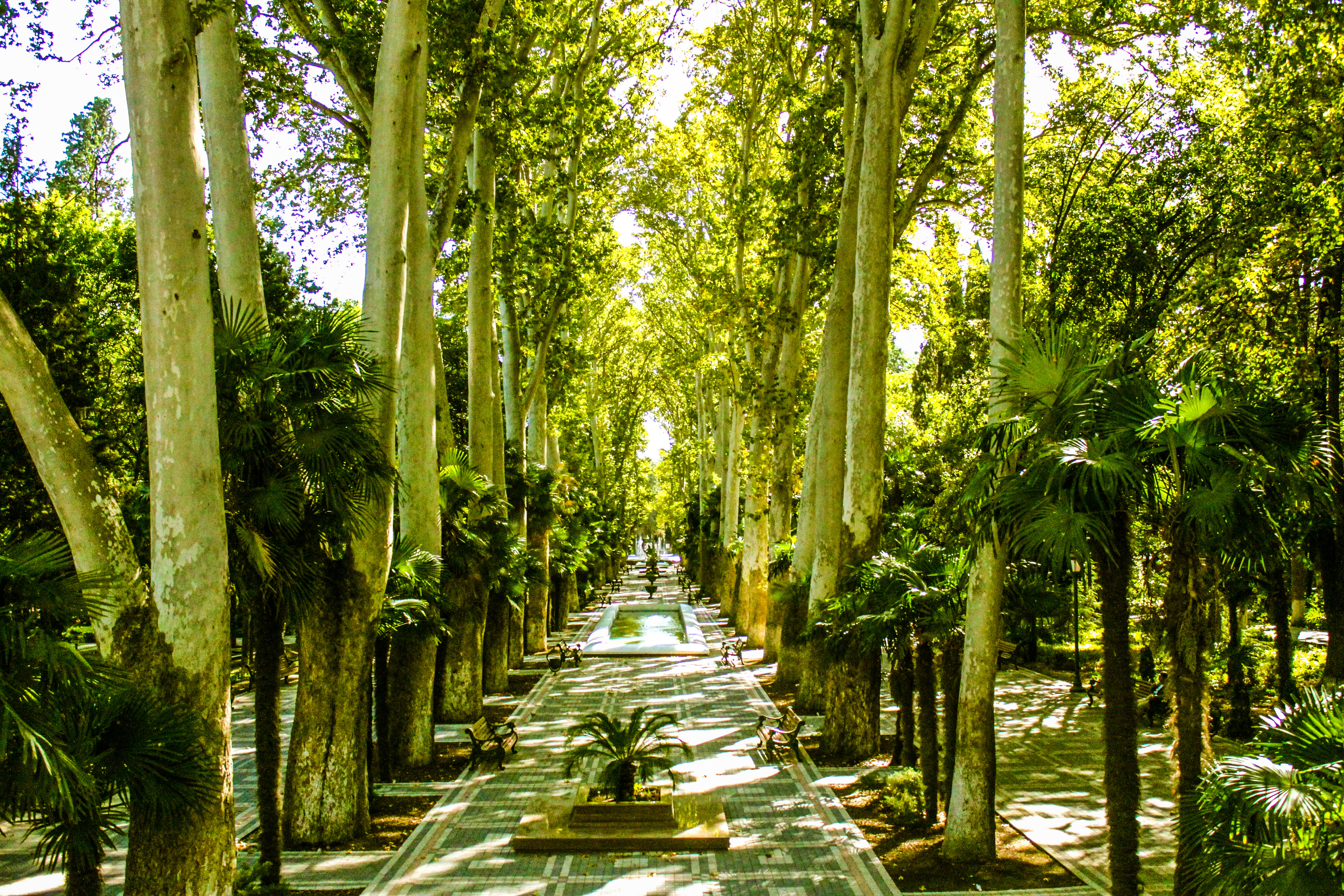
Ханский сад в Гяндже

Джавад Хан, член династии Каджаров, и последний хан из Гянджинского ханства с 1786 по 1804, был владельцем сада. Название сада связано с его именем. У него было 52 гектара сада. Он заказывал редкие деревья у торговцев. Иностранные гости также приносили ему разные деревья и цветы.
В 1847 году, по инициативе Воронцова, в нижней части Ханского сада, на площади около шести гектаров был заложен парк имени Сардара. После вторжения русских[уточнить] Ханский сад, который исторически был местом отдыха ханов в Гяндже, был отменен, а некоторые из деревьев были переселены в Сардарский сад.
В Ханском саду прошла реставрация. Теперь это современный, выглядящий по-европейски парк с фонарями и современными скульптурами. Также здесь есть и мини-зоопарк, в котором содержатся олени, джейраны, белки и несколько видов птиц, включая фламинго. После реконструкции сад получил прежнее название, «Ханский сад».
Сад в настоящее время является одним из основных мест отдыха в Гяндже.